# 商城街道
商城街道，是中华人民共和国河南省洛陽市偃师区下辖的一个乡镇级行政单位。

## 行政区划
商城街道下辖以下地区：
新寨社区、潘屯社区、石硖社区、杏元社区、赫田寨社区、前杜楼社区、后杜楼社区、塔庄村和大槐树村。